# Martin Briňarský
Martin Briňarský (né le 23 janvier 1976) est un ancien athlète slovaque, spécialiste du sprint (200 m).
Son meilleur temps, record de Slovaquie, est de 20 s 74 sur 200 m, obtenu à Bloemfontein le 1er février 2002.